# Widerlager (Bautechnik)

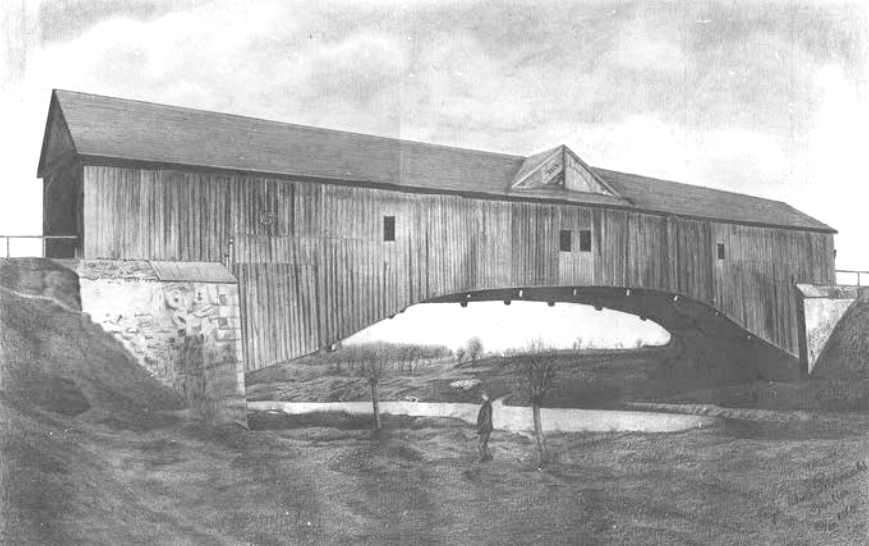
Steinerne Widerlager einer Holzbrücke

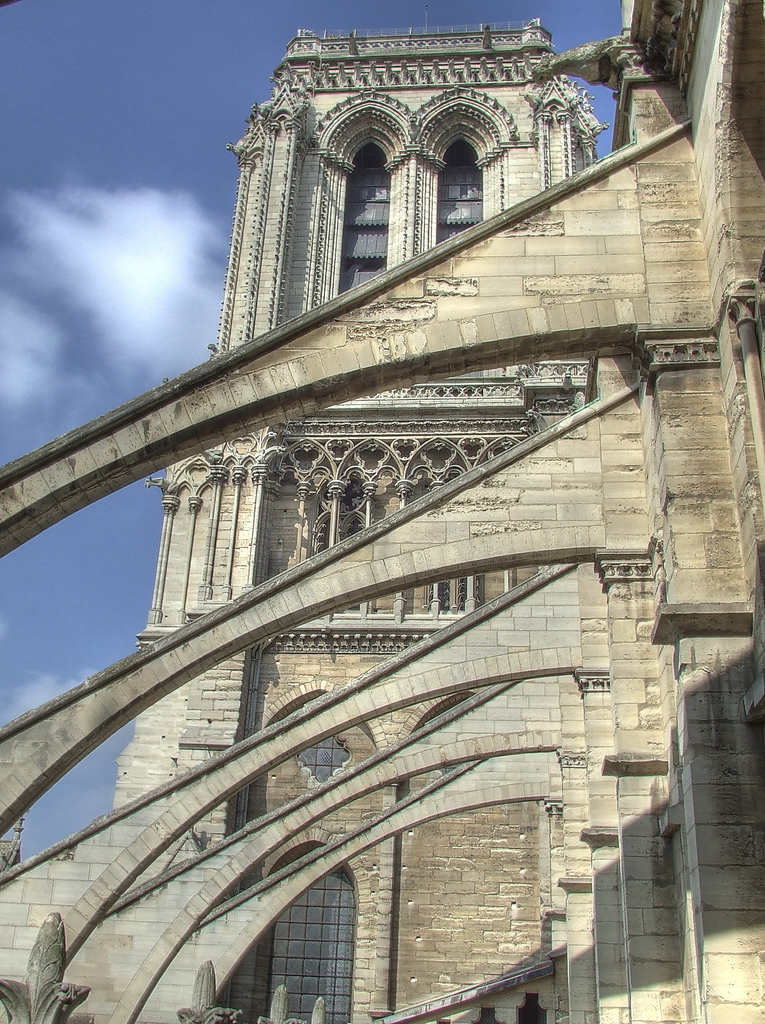
Strebebögen als Widerlager für den Gewölbeschub im Kircheninnern (gotische Kathedrale Notre-Dame de Paris)

Ein Widerlager ist im Bauwesen die Auflage eines Bogens, eines Gewölbes oder einer Brücke (Landfeste), die auf Druck und Schub beansprucht ist.

## Begriff
Der bautechnische Fachbegriff Widerlager (früher auch Widerlage oder Wiederlager) ist häufiger belegt erst seit dem 18. Jahrhundert.

## Beschreibung
Widerlager für Bögen werden oft auch als Kämpfer bezeichnet. Widerlager von Brücken sind meist massive Baukörper, die horizontale Druckkräfte aufnehmen und in den Baugrund ableiten. Als Baustoff kommt nur schweres Mauerwerk, Beton oder Stahlbeton in Betracht. Früher hat es bei provisorischen Bauten auch hölzerne Widerlager aus gerammten Pfählen und Bohlwänden gegeben.
Beispielsweise werden als Widerlager bezeichnet:
- Kämpfer eines Gewölbes (z. B. Kirchenbau),
- Bauteile zur Aufnahme von Umlenkkräften bei Rohrleitungsbögen,[7]
- Auflagerpunkte bei Sparrendächern, sofern sie in die Betondecke integriert sind.
- Widerlager bzw. Kämpferfundamente eines Bogens im Brückenbau. Auch die Ankerblöcke zur Verankerung von Zugseilen von Hängebrücken können als Widerlager angesehen werden.
- Vorrichtungen, an denen sich die Vortriebsvorrichtung beim horizontalen Rohrvortrieb abstützt (in der Regel eine Pressgrube). Solche Widerlager werden nur vorübergehend für die Bauzeit angelegt.
- Verankerungsblöcke der Zugkräfte des Spannstahls zur werksmäßigen Fertigung von Spannbetonbauteilen im Spannbett.
- Bauteile, die den horizontalen Wasserdruck von den Absperrbauwerken im Talsperrenbau (Staudämme, Staumauern) aufnehmen und ableiten,[8] bei Bogenstaumauern auch als Pulvino bezeichnet.

Auch andere schwere Bauteile können als Widerlager fungieren, z. B. Strebepfeiler und Strebebögen, Apsiden-, Kapellen- oder Turmanbauten.